# Federal Reserve Police
Die Federal Reserve Police ist die Polizei des Federal Reserve System mit Sitz in Washington, D.C. Sie besteht aus bewaffneten Polizeivollzugsbeamten, die Gebäude, Anlagen, Eigentum und Mitarbeiter der Zentralbank schützen.

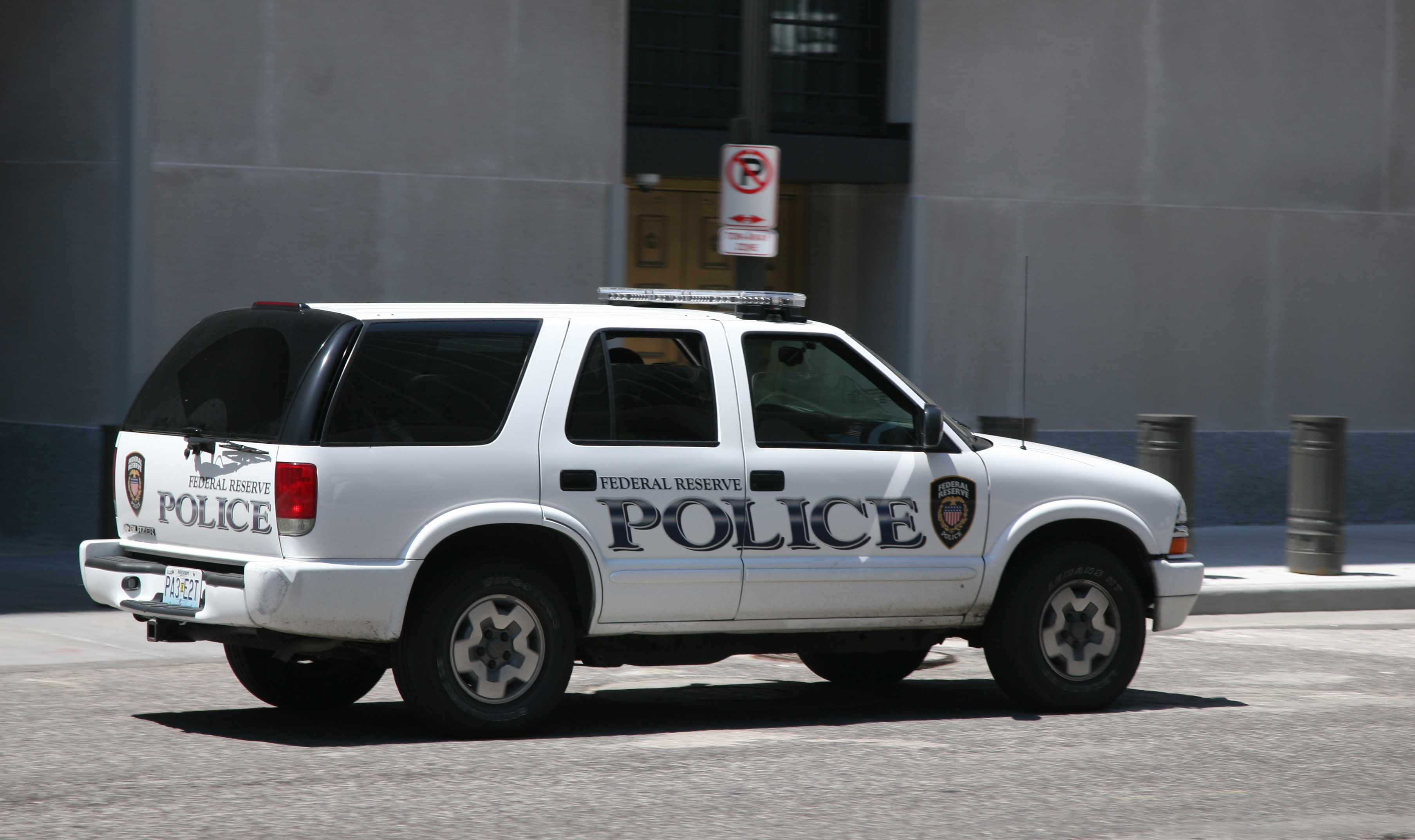
Einsatzfahrzeug der Federal Reserve Police in St. Louis.

Die Polizeigewalt ist originär Aufgabe des Verwaltungsrates (Board of Governors), daher ist der Rat der Polizei gegenüber weisungsbefugt. Section 11(q) des Federal Reserve Act delegiert diese Polizeigewalt (to act as law enforcement officers to protect and safeguard the premises, grounds, property, personnel, including members of the Board, of the Board, or any Federal Reserve Bank, and operations conducted by or on behalf of the Board or a reserve bank).